# Аветов, Михаил Никитич
Михаил Никитич Аветов (Микаэл Мкртичевич, 2 января 1895, Кизыл-Арват, Асхабадский уезд, Закаспийская область, Российская империя — 1972, Москва) — российский художник армянского происхождения.

## Биография
Родился в Кизыл-Арвате, жил и работал в Санкт-Петербурге, Москве.
1915—1916 — обучался в Рисовальной школе Общества поощрения художеств, в классах Н. К. Рёриха, А. А. Рылова.
1917—1918 — учился у Д. Н. Кардовского в Академии Художеств в Петрограде.
1918—1920 — в поездках по Средней Азии, на Дальнем Востоке. С 1918 года — участник выставок.
1922—1925 — преподавал в Коммунистическом университете трудящихся Востока в Москве.
Член обществ «Московские живописцы» (1925), «Бытие» (1926—1929), Московские художники (1930—1932).
Супруга: В. Верещагина.

## Творчество
Живописец, писал пейзажи, портреты, тематические полотна. Более ранние работы имеют большую художественную ценность, поздние исполнены по канонам соцреализма.
Произведения Аветова находятся во многих музейных собраниях, среди них — Государственная Третьяковская галерея, Азербайджанский государственный музей искусств им. Рустама Мустафьева в Баку и другие.

## Выставки
- 1918 — Чита — персональная?
- 1920 — Владивосток — персональная?
- 1921 — (май), Харбин — групповая пяти художников (Аветов представил картины футуристического толка — «Купальщицы», «Царские кудри», «Танцовщица», «У храма» и др.)
- 1925 — «Московские живописцы»
- 1926 — художественное объединение «Бытие»
- 1927 — «Бытие»
- 1928 — «Бытие»
- 1929 — «Бытие»
- 1930 — «Общество московских художников» (ОМХ)
- 1931 — «ОМХ»
- 1931 — МОСХ
- 1932 — «ОМХ»
- 1934 — Выставка молодых начинающих художников
- 1934 — МОСХ
- 1936 — МОСХ
- 1937 — МОСХ
- 1940 — МОСХ
- 1941 — МОСХ
- 1943 — Самарканд — персональная
- 1943 — Симферополь — персональная

## Галерея
Рейтинг — IV В.